# Beto Hora
Wilson Roberto da Hora Santos, mais conhecido como Beto Hora (São Paulo, 31 de maio de 1963), é um radialista e humorista brasileiro.

## Biografia
Natural da zona leste de São Paulo, Beto Hora mudou-se para Itanhaém aos dezoito anos de idade, onde trabalhou com material de construção. Após concluir a faculdade em Santos, retornou a São Paulo, onde trabalhou conheceu o radialista Rui Monteiro, que o convidou para fazer teste na rádio Jovem Pan.
Um ano depois, Beto Hora trocou a Jovem Pan pela Rádio Metropolitana, onde também ficou durante um ano. Em 1999, criou o programa Na Geral, juntamente com Lélio Teixeira e José Paulo da Glória, inicialmente transmitido pela Rádio Brasil 2000 FM e posteriormente na Rádio Bandeirantes. No programa, Beto Hora realiza diversas imitações de diversas personalidades, como Roberto Avallone, Maria Bethania, Pelé, Cid Moreira, Clodovil, entre outros.
Em 2005, passou a apresentar o extinto Esporte Total na Geral, na TV Bandeirantes, com seus companheiros de rádio. Atualmente, continua apresentando o programa Na Geral. Em 2014, foi o voz-padrão das vinhetas da Copa do Mundo pela Bandeirantes e tornou-se voz-padrão de comerciais da emissora, em substituição a Walker Blaz.
Em 26 de outubro de 2016 foi ao ar o último programa "Na Geral" na Rádio Bandeirantes. O programa com o trio retornou ao ar na terça, 1º de novembro, na 105.1 FM de Jundiaí e Tri FM 105.5 de Santos.
Beto Hora vive atualmente em Orlando, Estados Unidos.
Atualmente apresenta o programa na GERAL na Massa FM de São Paulo.